# Launette
Die Launette ist ein kleiner Fluss, der im Norden von Frankreich im Département Seine-et-Marne der Region Île-de-France und im Département Oise der Region Hauts-de-France nordöstlich der Stadt Paris verläuft.

## Geografie

### Verlauf
Die Launette entspringt im Gemeindegebiet von Marchémoret unter dem Namen Ru de Longueau, entwässert generell Richtung Nordnordwest, tangiert im Unterlauf den Regionalen Naturpark Oise-Pays de France  und mündet nach insgesamt rund 16 Kilometern im Gemeindegebiet von Fontaine-Chaalis als linker Nebenfluss in die Nonette. Im Oberlauf quert die Launette die hier Autobahn-ähnlich ausgebaute Nationalstraße N2 sowie die Bahnstrecken La Plaine–Hirson und LGV Nord.

### Orte am Fluss
(Reihenfolge in Fließrichtung)
- Rouvres
- Lagny-le-Sec
- Ève
- Ver-sur-Launette
- Ermenonville
- Fontaine-Chaalis

## Sehenswürdigkeiten
Im Unterlauf wurde die Launette für die Bewässerung mehrerer Repräsentationsbauten und ihrer Parkanlagen teilweise abgeleitet.
Es sind dies:
- Schloss von Ermenonville und der zugehörige Landschaftspark Jean-Jaques-Rousseau aus dem 18. Jahrhundert – Monument historique[4]
- ehemalige Abtei von Chaalis aus dem 12. Jahrhundert und die zugehörige Parkanlage – Monument historique[5]